# Вулиця Князя Чорного (Чернігів)
Вулиця Кня́зя Чо́рного — вулиця у Чернігові. Від 1919 року мала назву Пролетарська.
2001 року колишній вулиці Пролетарській повернуто історичну назву Князя Чорного.

## Історія
Магістраль прокладена згідно з регулярним планом 1805 року вздовж другої лінії чернігівських укріплень. На початковому етапі існування простягалася від Третяка, території біля Свято-Успенського Єлецького монастиря, до вулиці Набережної (нині — Тарновського) і Мар'їного Гаю, проходячи повз церкву Воздвиження Хреста Господнього, за територіальною релевантністю до якої отримала назву Воздвиженської.
У 1860-х роках, після проведення робіт з ліквідації рову вздовж західного муру Свято-Успенського Єлецького монастиря, було прокладено узвіз, який поєднав вулиці Підмонастирську (нині — О. Довженка) та Воздвиженську в точці перетину Хлібопекинської та Ремісничої вулиць на території Третяка.
Починаючи від другої чверті ХІХ століття вулиця забудовується індивідуальними житловими будинками, переважно дерев'яними. Від 1870-х років з'являються також цегляні будівлі.
У 1908 році, під час святкування 1000-ліття Чернігова та проведення XIV-го Археологічного з'їзду, частину вулиці Воздвиженської, від вулиці Святославської (нині — проспект Миру) до Підмонастирської, названо на честь міфічного героя однієї з легенд про заснування міста — Князя Чорного, який, за поширеним переказом, нібито був похований у кургані Чорна могила, що розташований при лінії пролягання магістралі.
У 1919 році більшовицька влада перейменувала вулиці Князя Чорного та Воздвиженську на Пролетарську, таким чином знову об'єднавши два відтинки під одним топонімом. Під час німецької окупації міста в період Другої світової війни наказом № 107 Чернігівської міської управи від 12 грудня 1941 року вулицям Воздвиженській та Князя Чорного повернуто початкові назви. Після витіснення німецьких військ з міста восени 1943 року, радянськими органами влади магістралі знову дано назву Пролетарської.
У зв'язку із масштабними перебудовами при повоєнному відновленні міста, історичну магістраль остаточно розділили на два самостійні відтинки, перекривши її бульваром та житловою й адміністративною забудовою. Таким чином східний відтинок вулиці Пролетарської виявився відрізаним від західного, а в 1979 році був перейменований на честь генерал-полковника Родимцева.
Західний відтинок набув статусу самостійної вулиці, продовжуючи зберігати назву Пролетарської.
У 2001 році рішенням виконавчого комітету ЧМР колишній вулиці Пролетарській повернуто історичну назву на честь Князя Чорного.
Як указує Повість минулих літ, 1060 року чернігівський князь Святослав Ярославич став свідком чуда з'явлення ікони Божої Матері; згодом на цьому місці ним було засновано один із нині найстаріших монастирів країни — Свято-Успенський Єлецький монастир. Початково монастир існував як чоловічий. У середині ХІІ століття споруджено центральну домінанту монастиря — мурований храм на честь Успіння Пресвятої Богородиці. Упродовж XVI—XIX століть зведено також надбрамну дзвіницю (1670-ті), церкву Св. Петра і Павла з трапезною (1676 р.), північний палатний корпус (кін. XVI — поч. XVII ст., найдавніша на Лівобережжі України пам'ятка кам'яної житлової архітектури), каплицю-усипальницю Якова Лизогуба, будинок Св. Феодосія Углицького (1688 р., найдавніша на Лівобережжі України пам'ятка дерев'яної житлової архітектури), східний корпус келій, південно-західні келії, палати настоятеля, тощо. На початку 1990-х комплекс споруд передано під жіночий монастир УПЦ (МП).
У 1876 році за проєктом губернського архітектора Д. В. Савицького, у присутності губернатора М. П. Дарагана та єпископа Серапіона (Маєвського) на північний захід від Свято-Успенського Єлецького монастиря, поблизу кургану Чорна могила, закладено головний корпус Чоловічого повітового духовного училища. Первісний проєкт, втілення якого було доручено підряднику, купцю Фрумкіну, передбачав окрім головного корпусу зведення також двох бічних крил, проте на повну його реалізацію не вистачило фінансування. Завершено та освячено будівлю було 1879 року. Упродовж 1900—1902 років, у зв'язку з необхідністю надбання додаткових навчальних площ, до основного об'єму споруди добудовані два бічні ризаліти, звернуті в бік тилового фасаду. Освячення відбулося за участі губернатора Є. К. Андрієвського та єпископа Антонія (Соколова). Від 1919 до 1941 року будівлю займала школа, яка з 1927 року носила ім'я більшовицького діяча  та дипломата П. Л. Войкова. У повоєнний час споруду використовували для потреб гуртків Палацу піонерів та будівельних організацій, зокрема Професійно-технічного училища № 3, а також як гуртожиток Обласного ремонтно-будівельного тресту та БК Будівельників.
У 1897 році неподалік від перехрестя Воздвиженської та Всеволодської (нині — Княжа) вулиць, на території садиби чернігівської філії «Опіки імператриці Олександри Федорівни про сліпих дітей», де було створено Школу сліпих, освячено та відкрито Домову церкву в ім'я Св. Олександри Римлянки.

### Визначні мешканці
- Фльоров Олексій Павлович — засновник і перший директор Чернігівського учительського інституту (1916);

## Пам'ятки архітектури та історії, інфраструктура та об'єкти
Споруди
- буд. № 1 — Свято-Успенський Єлецький монастир (ХІ–ХІХ ст.)[Пр. 10]
- буд. № 4 — Чоловіче повітове духовне училище (1879 р., арх. Д. В. Савицький)[Пр. 11]

На цей час:
1. КЦ «Палац культури будівельників»
2. приватна школа «Мудрангелики»

- буд. № 9 — Прокуратура Чернігівської області
- буд. № 14 — житловий будинок, у якому під час Німецько-радянської війни розташовувалися 1-й відділок охоронної поліції (Schutzpolizei) та служби СС
- буд. № 15 — Домова церква в ім'я Св. Вмч. Олександри Римлянки при Школі сліпих (1897 р.)

На цей час: Чернігівський обласний центр науково-технічної творчості учнівської молоді
- буд. № 18 — Підпорядкована державна пожежна частина № 3 м. Чернігова

Пам'ятки археології
- Курган Чорна могила (Х ст.)[Пр. 12]

## Галерея

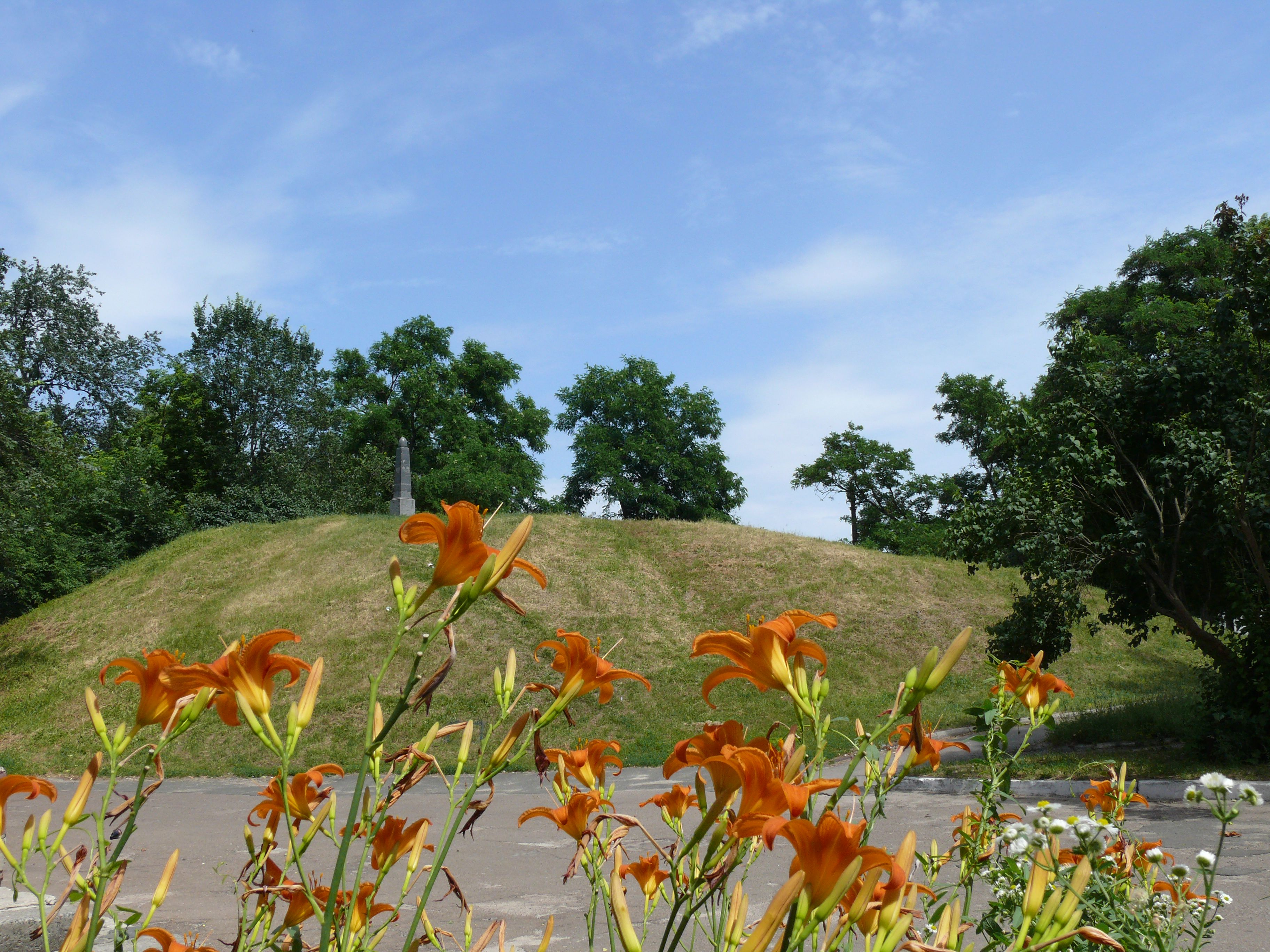
Курган Чорна Могила, Х ст.
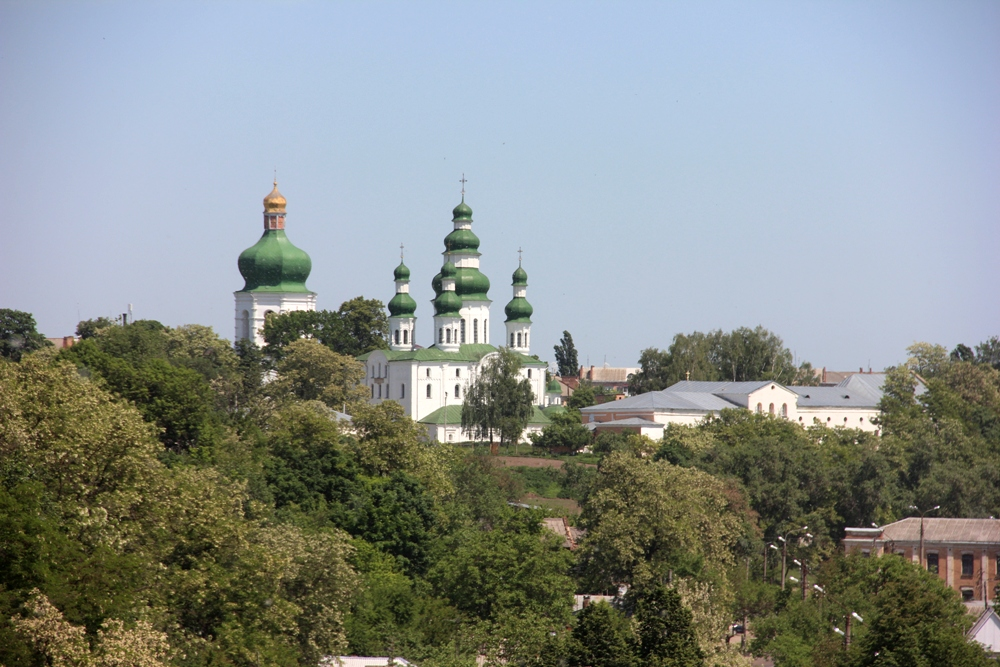
Свято-Успенський Єлецький монастир, ХІ–ХІХ ст.
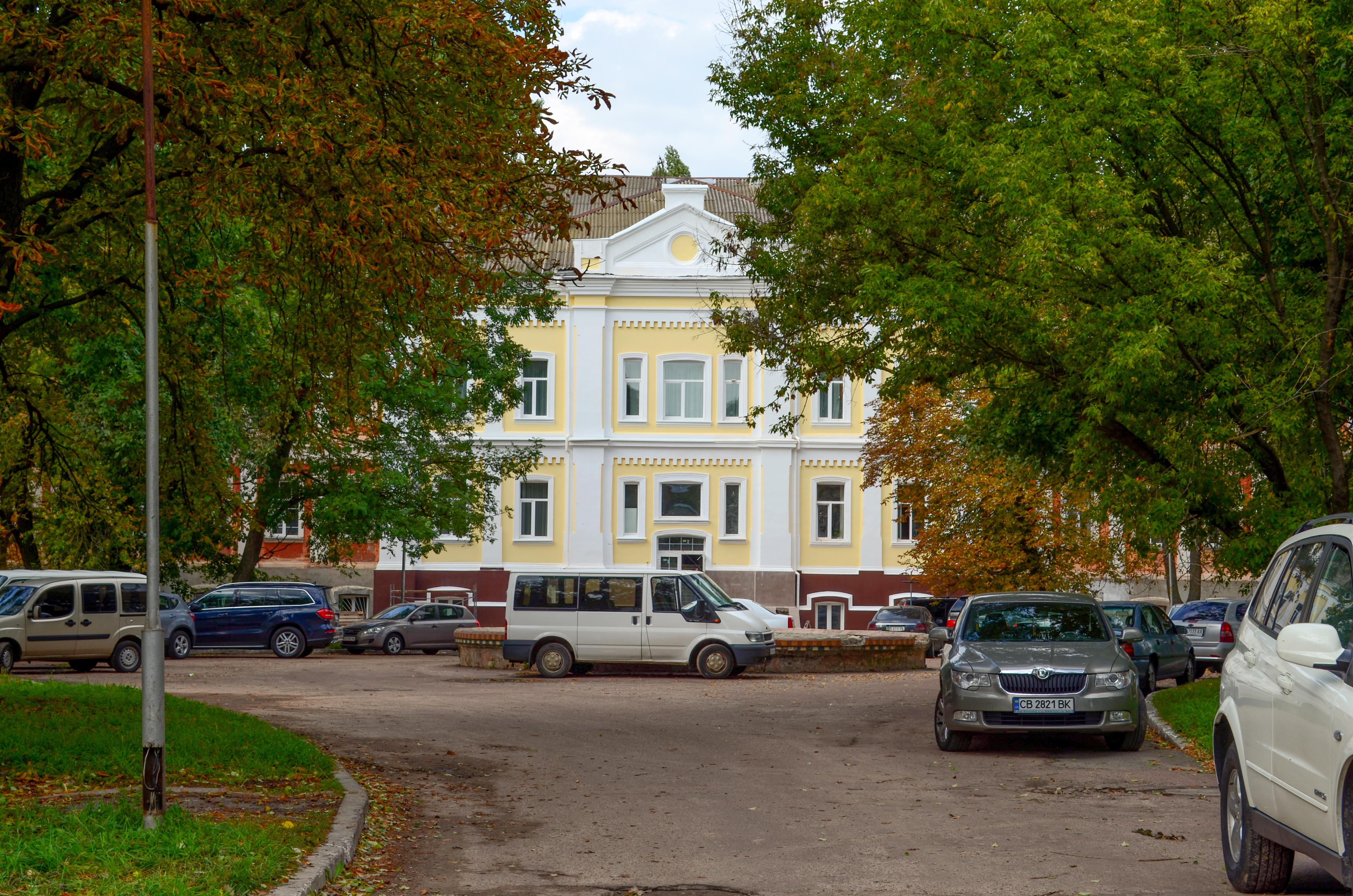
Чоловіче духовне училище, 1879 р.
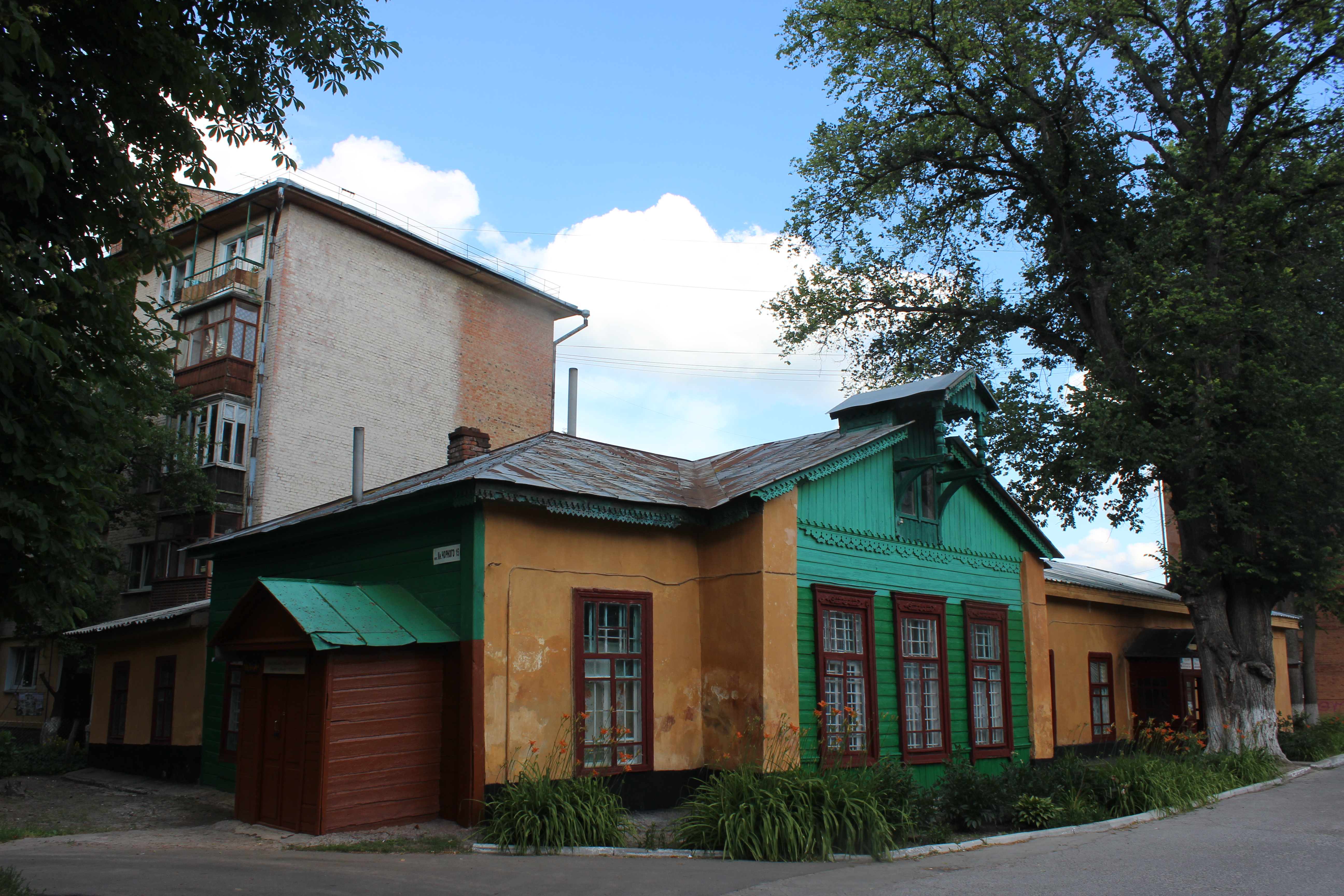
Домова церква Св. Вмч. Олександри Римлянки, 1897 р.